# Cratyna unispinula
Cratyna unispinula är en tvåvingeart som först beskrevs av Werner Mohrig och Menzel 1992.  Cratyna unispinula ingår i släktet Cratyna och familjen sorgmyggor.
Artens utbredningsområde är Österrike. Inga underarter finns listade i Catalogue of Life.